# برلین شرقی

پرچم برلین شرقی.

برلین شرقی یا برلن شرقی (به انگلیسی: East Berlin) (به آلمانی: Ost Berlin) (به روسی: Восточный Берлин) نامی بود که از ۱۹۴۹ تا ۱۹۹۰ به بخش شرقی برلین گفته می‌شد و پایتخت جمهوری دموکراتیک آلمان (آلمان شرقی) به شمار می‌رفت. این شهر که بخش بزرگی از پایتخت کنونی آلمان را شامل می‌شد، تحت اشغال، سلطه و سیطره تام حکومت ابرقدرت منحل شده کمونیستی/سوسیالیستی شوروی بود. در سال ۱۹۹۰ میلادی در حالی که اتحاد جماهیر شوروی سوسیالیستی در بحبوحه سرنگونی بود، این شهر با برلین غربی ادغام و درکل آلمان شرقی‌غربی به یک کشور مستقل (آلمان امروزی) که به طور کامل جمهوری فدرال آلمان نامیده می‌شود، پیوسته و تشکیل گردید. حکومت سکولار فدرالیسم پارلمانی مشروطه نوع نظام حاکم بر آلمان اکنون (۲۰۲۴) است.
این منطقه شامل منطقهٔ تحت نفوذ شوروی در شهر برلین پس از پایان جنگ جهانی دوم در ۱۹۴۵ بود. مناطق تحت نفوذ آمریکا، بریتانیا و فرانسه در این شهر به برلین غربی معروف شدند که از نظر دوفاکتو بخشی از آلمان غربی به شمار می‌آمد.

## تشکیل برلین شرقی
این شهر از تاریخ ۱۳ اوت ۱۹۶۱ تا ۹ نوامبر ۱۹۸۹ با دیواری به نام «دیوار برلین» از برلین غربی جدا شده بود. منابع رسمی آلمان شرقی از اصطلاح «برلین شرقی» استفاده نمی‌کردند و معمولاً آن را تنها «برلین» یا «برلین، پایتخت جمهوری دموکراتیک آلمان» می‌خواندند. در ضمن تا آغاز و میانه‌ی دههٔ ۶۰ برلین شرقی را «بخش دموکرات» نیز می‌خواندند.
متحدان غربی (ایالات متحده، بریتانیای کبیر و فرانسه) هرگز حاکمیت آلمان شرقی بر برلین شرقی را به رسمیت نشناختند. پروتکل رسمی متفقین تنها حاکمیت اتحاد شوروی در برلین شرقی را به رسمیت می‌شناخت. در واقع و در عمل این سه کشور همواره به حضور ارتش ملی خلق (ارتش آلمان شرقی) در برلین شرقی اعتراض داشتند، به خصوص وقتی رژه‌های نظامی در این شهر برگزار می‌شد.
با این حال و علی‌رغم همهٔ این‌ها هر سه این کشورها به آرامی و در دههٔ ۷۰ سفارت‌های خود را در برلین شرقی تأسیس کردند. در ۳ اکتبر ۱۹۹۰ آلمان غربی و شرقی متحد شدند و در نتیجه برلین شرقی نیز منحل شد.

## نگارخانه

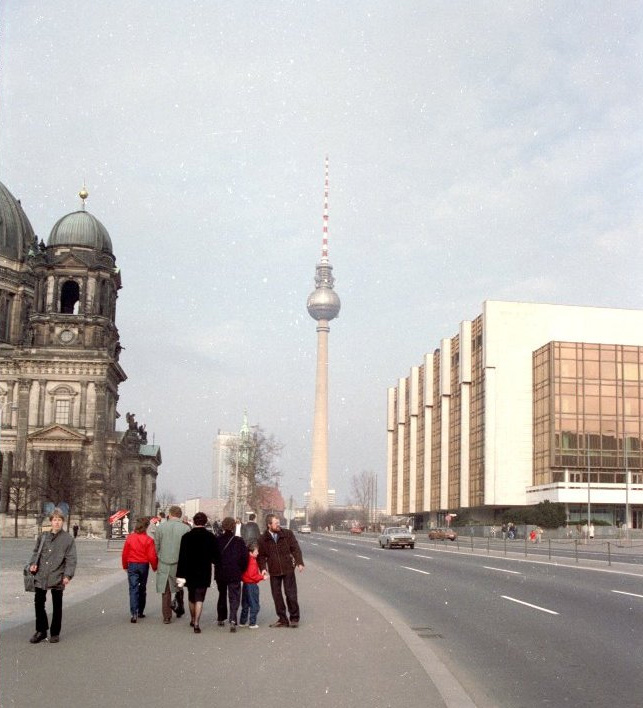
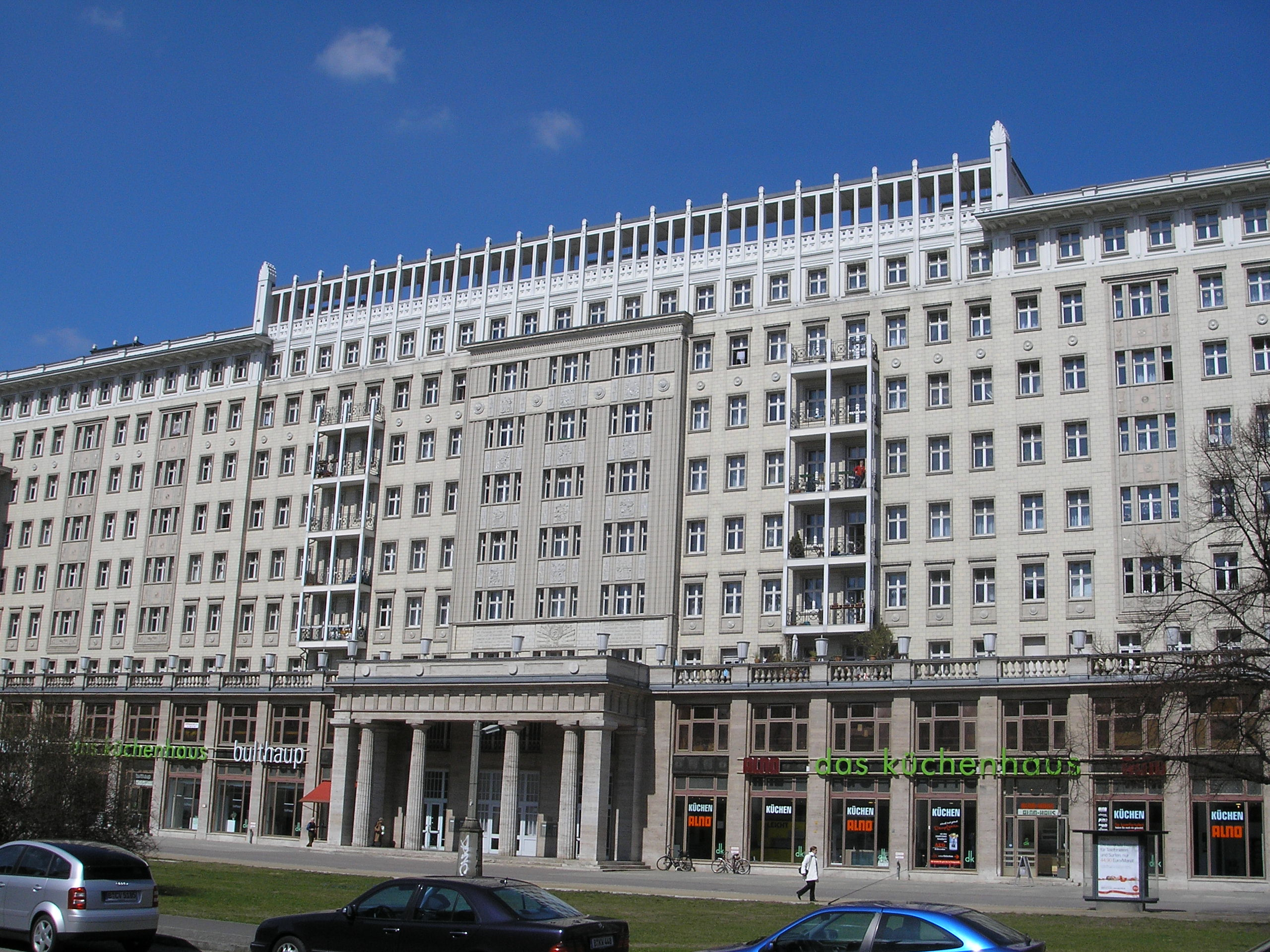
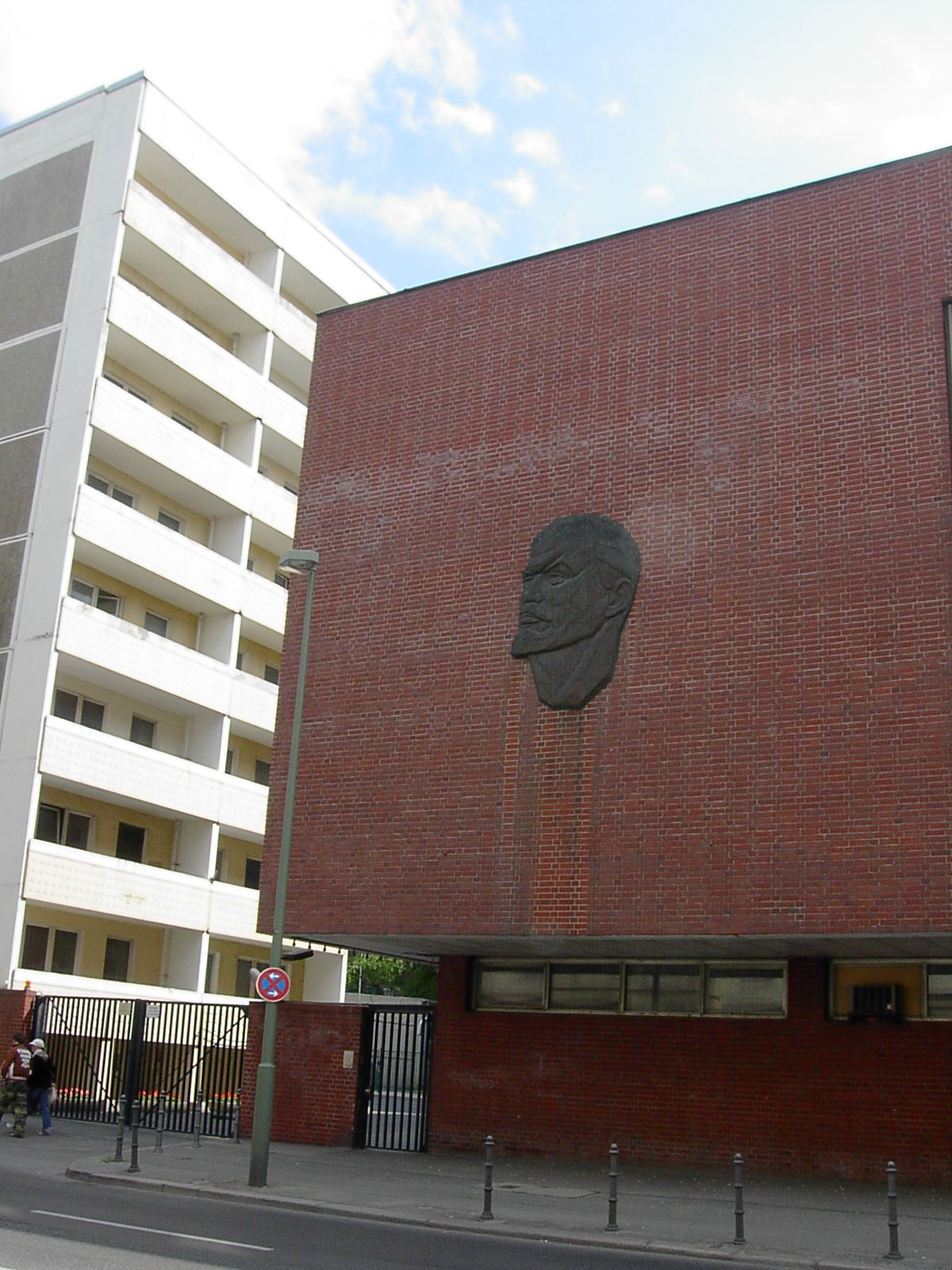
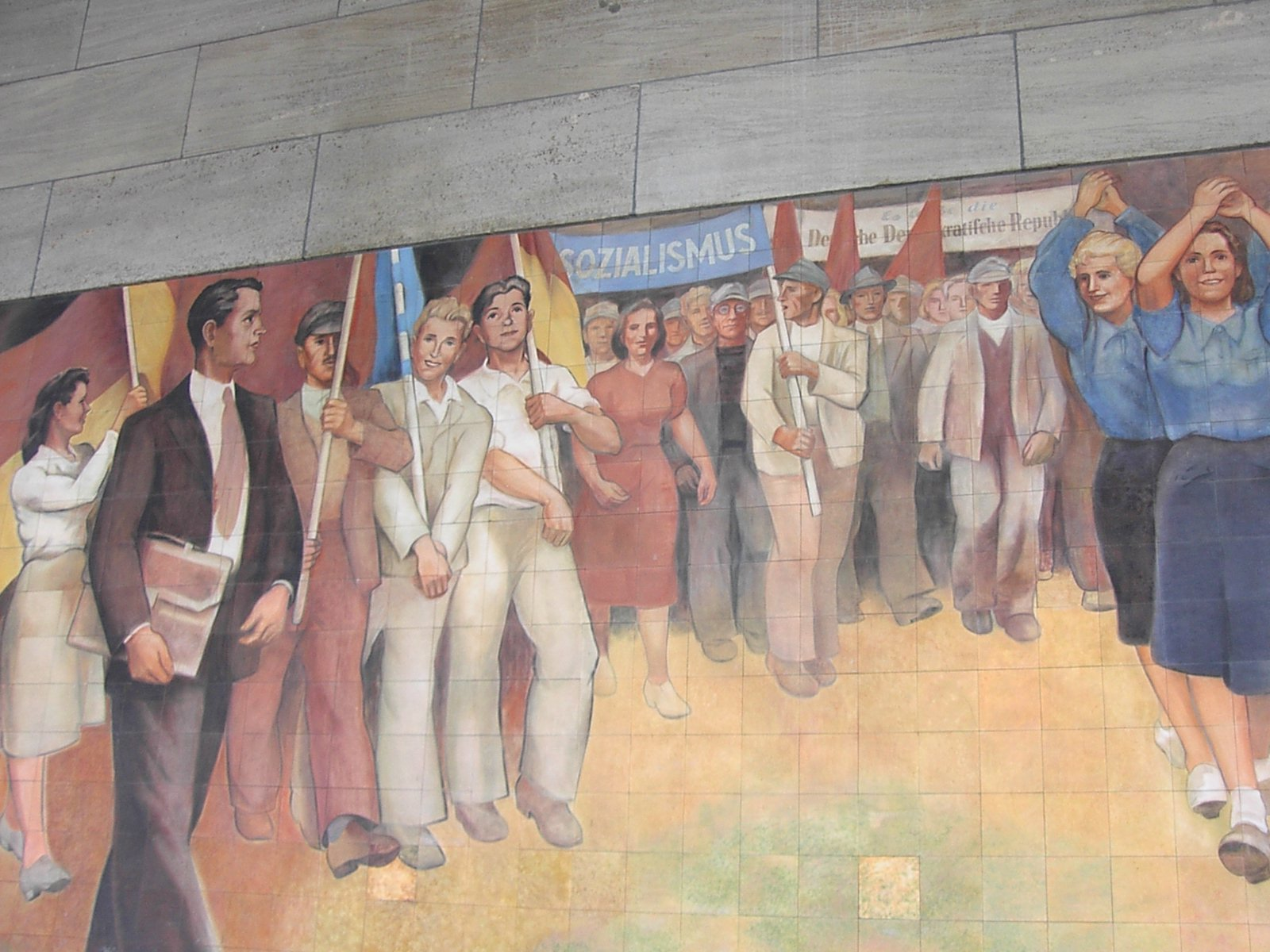
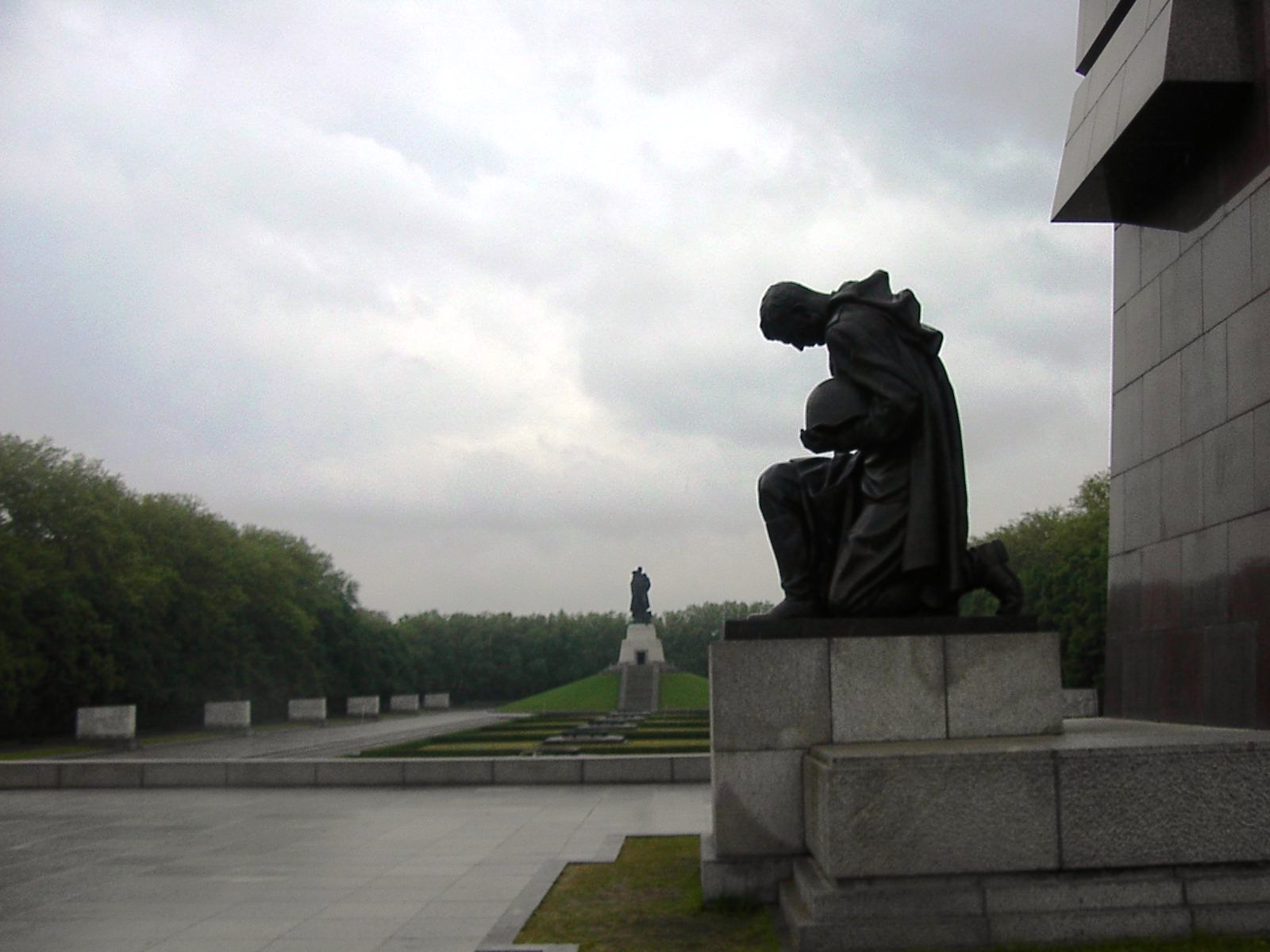
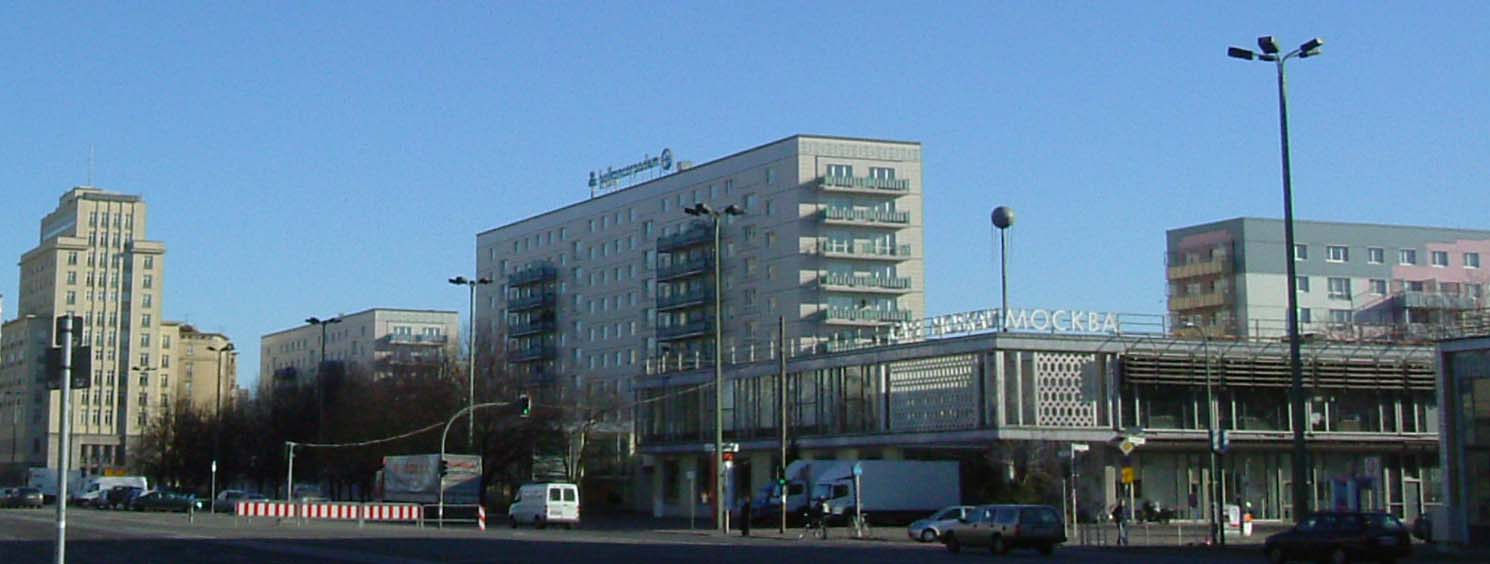
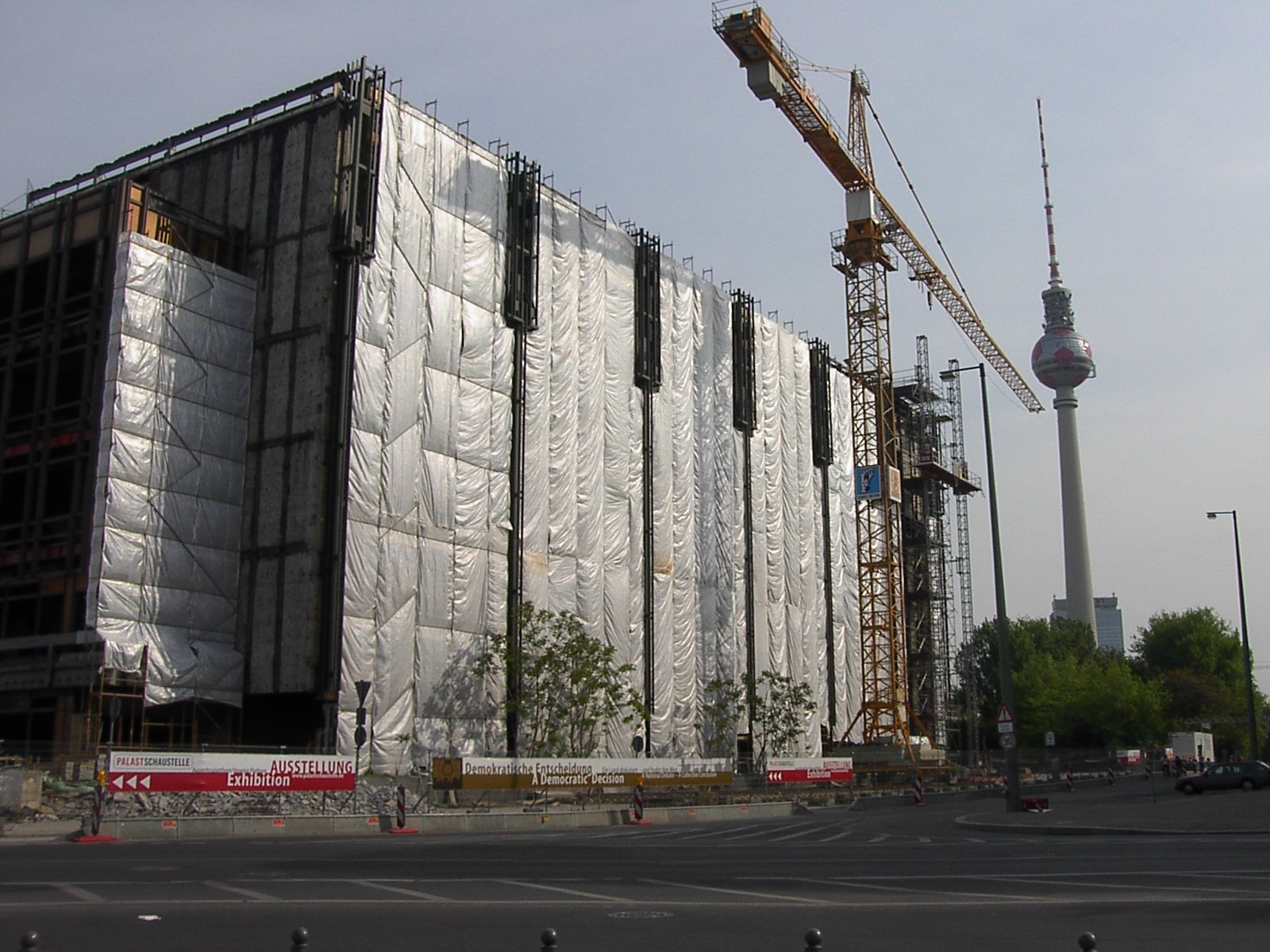
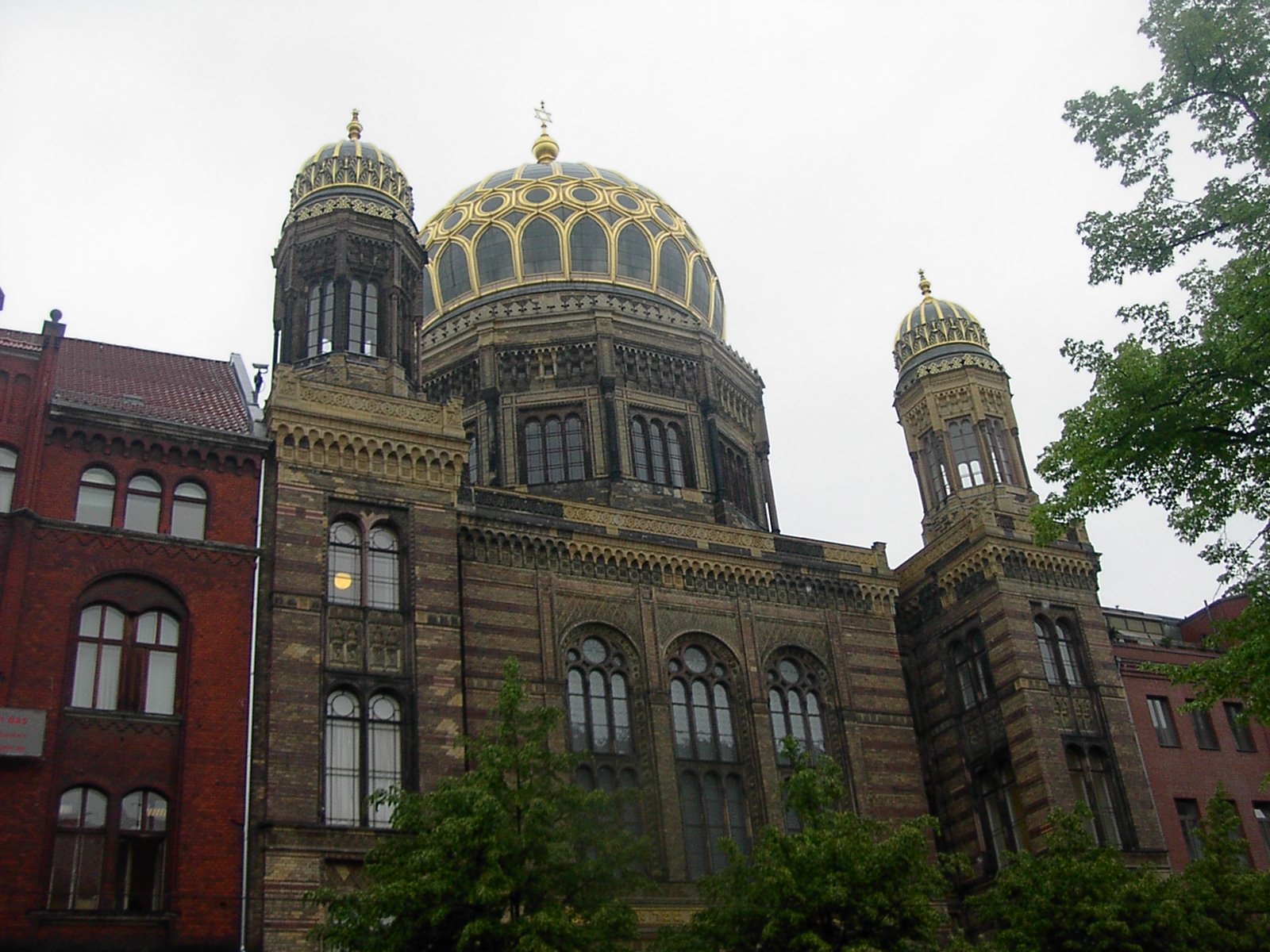
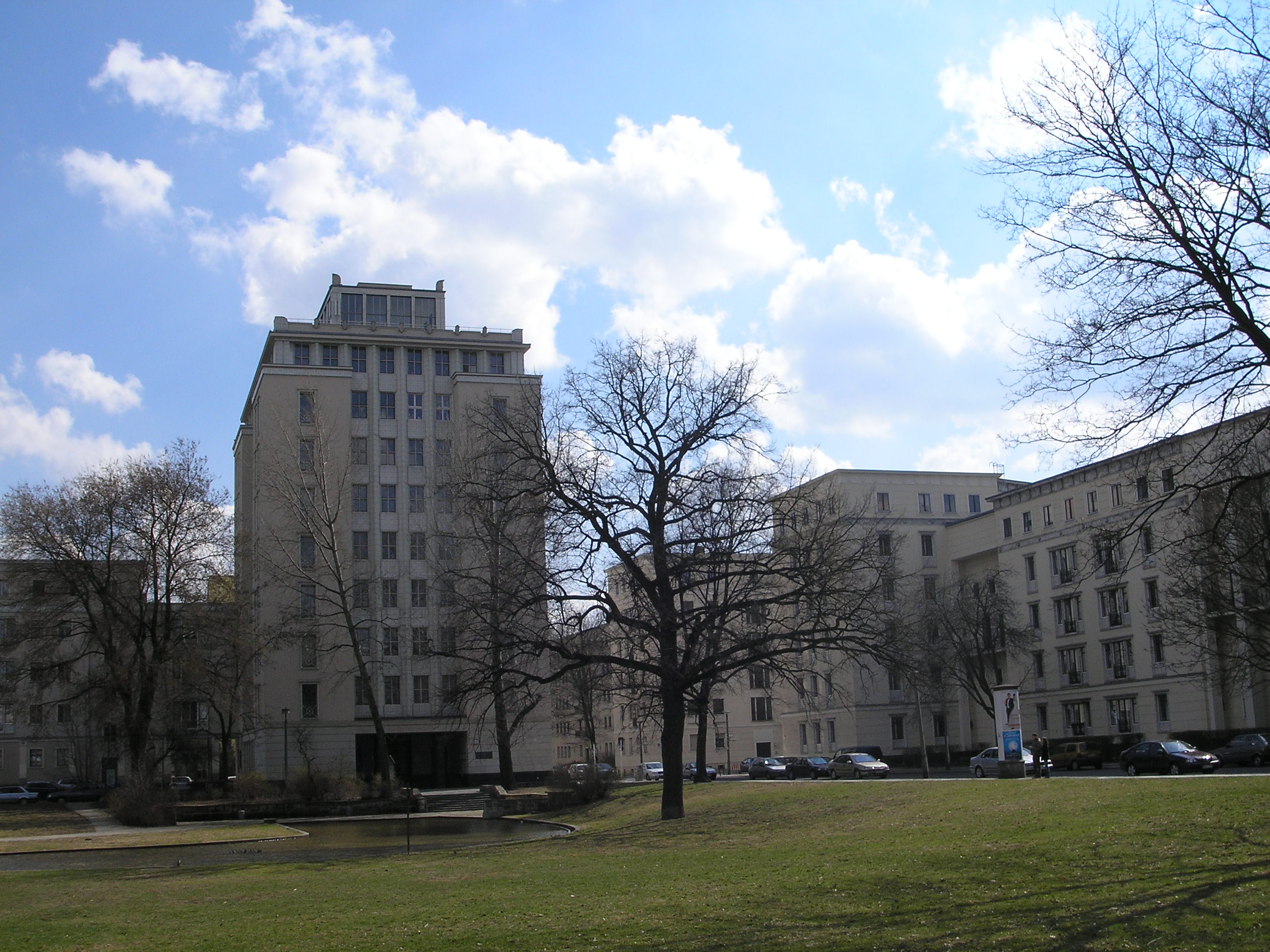
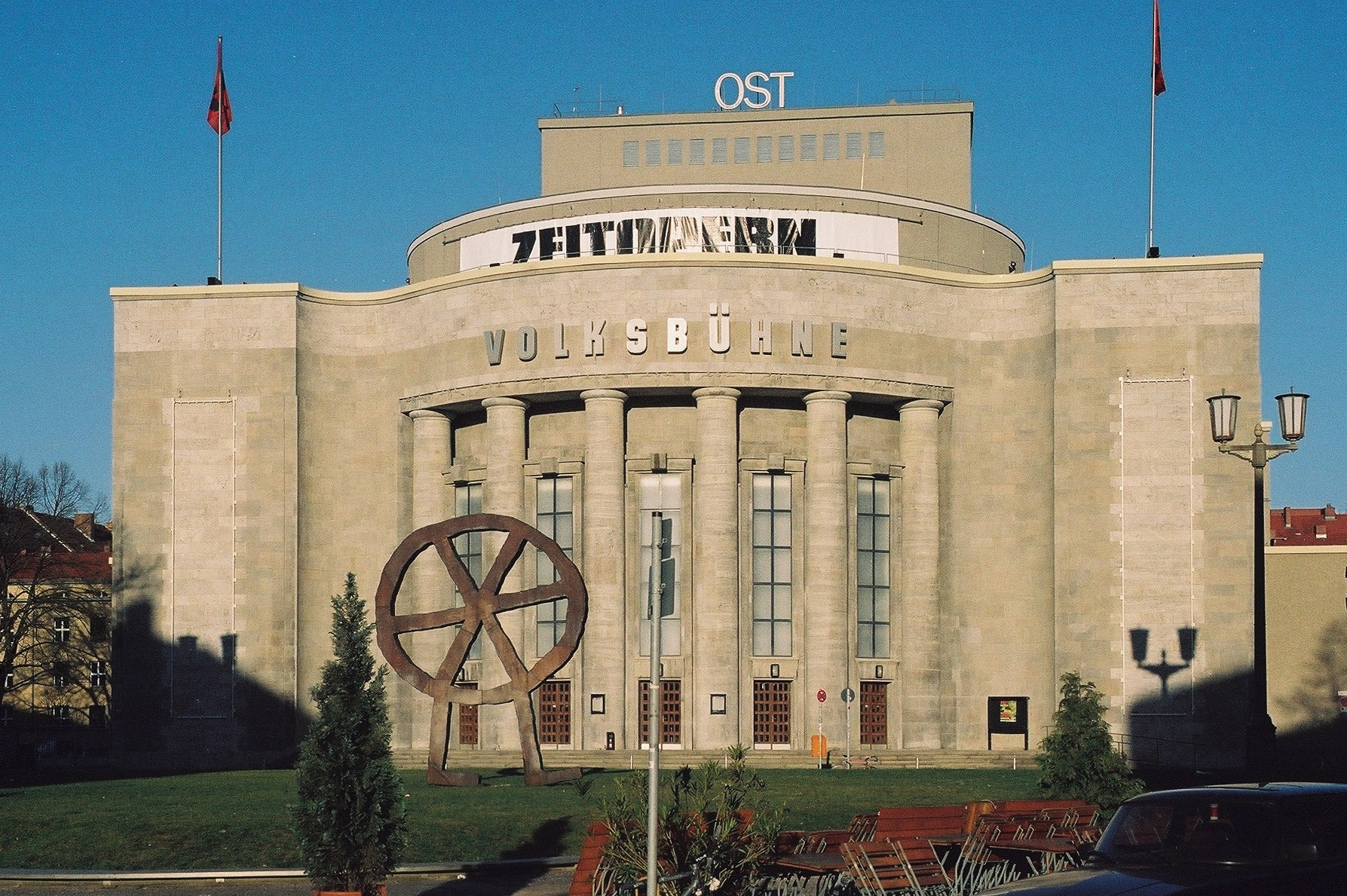
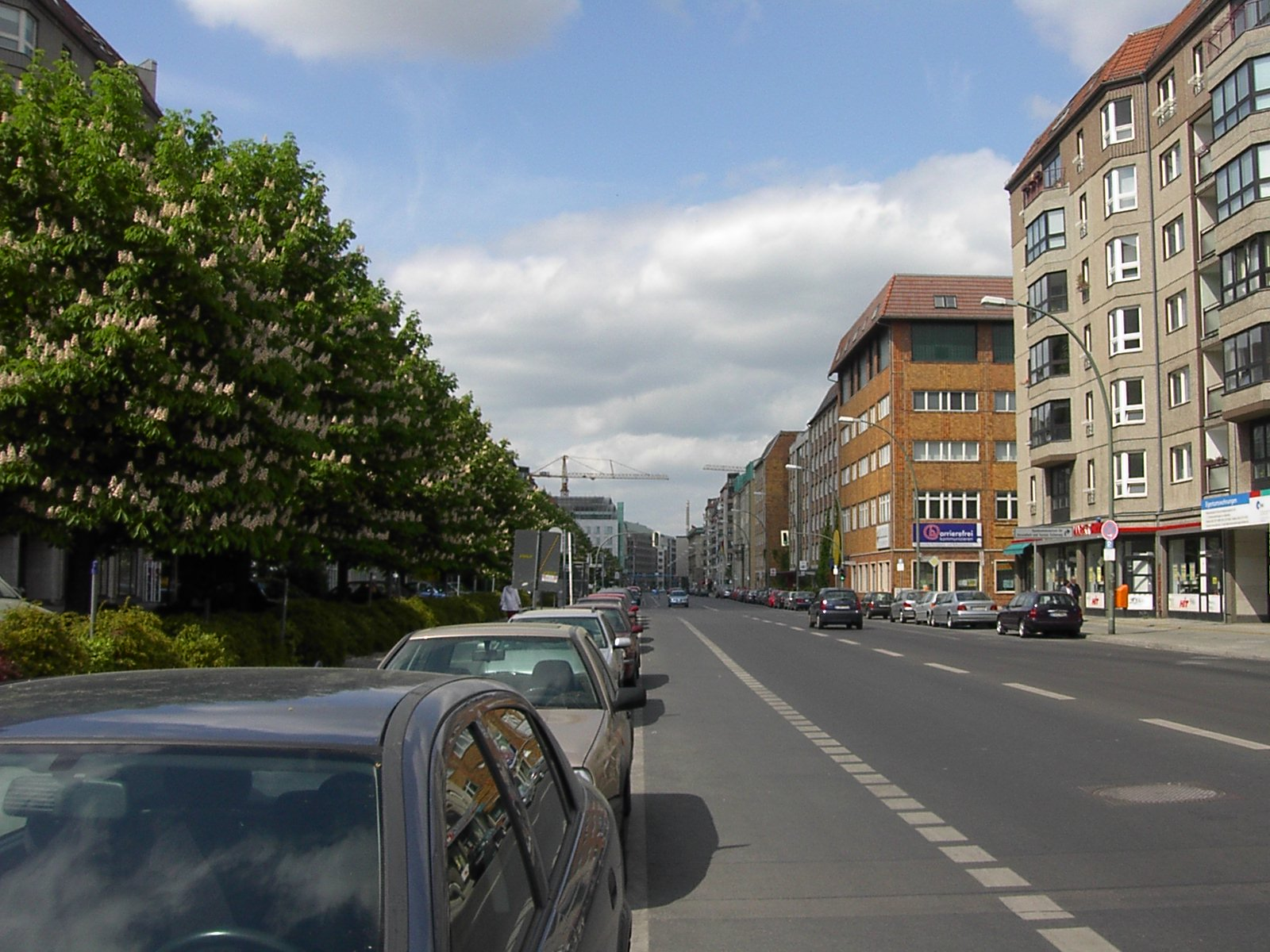
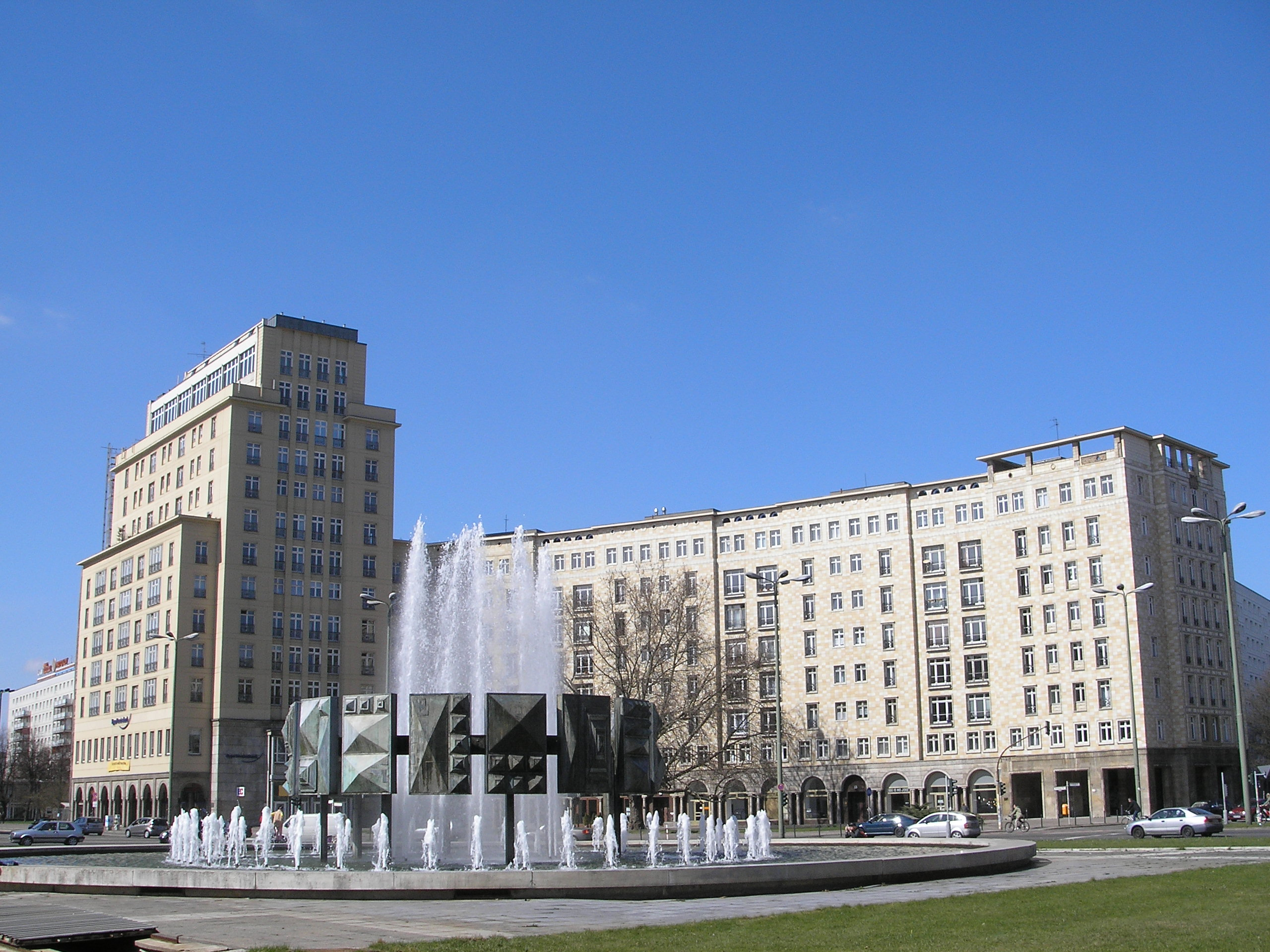
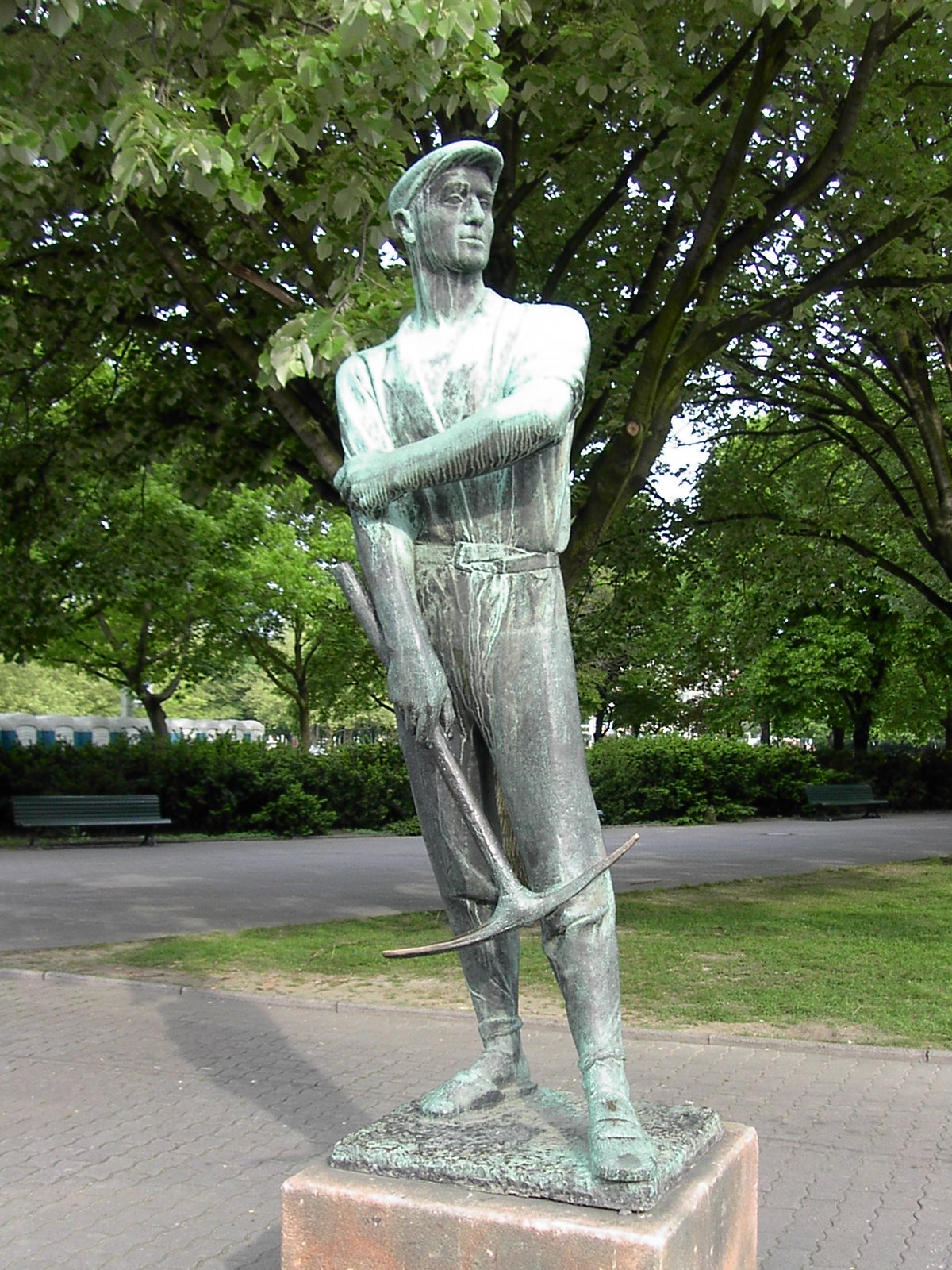

## بخش‌ها و محلات برلین شرقی
- فریدریشسهاین
- هلرسدورف (از سال ۱۹۸۶)
- هوهن شونهاوزن (از سال ۱۹۸۵)
- کوپنیک
- لیشتنبرگ
- مارتسان (از سال ۱۹۷۹)
- میته
- پانکو
- پرنتسلاور برگ
- ترپتو
- وایسن‌زه